# Xã Bethel, Quận Lebanon, Pennsylvania
Xã Bethel (tiếng Anh: Bethel Township) là một xã thuộc quận Lebanon, tiểu bang Pennsylvania, Hoa Kỳ. Năm 2010, dân số của xã này là 5.007 người.